# Punctoribates punctum
Punctoribates punctum är en kvalsterart som först beskrevs av Koch 1839.  Punctoribates punctum ingår i släktet Punctoribates och familjen Punctoribatidae. Inga underarter finns listade i Catalogue of Life.